# Transfemicidio
El transfemicidio, transfeminicidio, o travesticidio se define como el asesinato de una mujer trans o persona travesti a manos de un hombre por su condición de género, se define como la manifestación final y más visible de una cadena de violencias estructurales que responden a un sistema económico, político, social y cultural fundamentado en la división binaria excluyente entre los géneros.
En general, los travesticidios son perpetrados con gran violencia y crueldad, usando más de una modalidad comisiva e instrumentos y con frecuencia violencia sexual. Las víctimas usualmente son torturadas o agredidas por horas antes de su muerte.

## Uso del término
El término tiene variaciones en distintos países de América Latina, en Argentina el término más utilizado es travesticidio para travestis y transfemicidio o femicidios trans para mujeres trans, en México en cambio transfeminicidio para mujeres trans.
Construcción del término no estuvo exenta de debates, en Argentina, Lohana Berkins menciona:

Nosotras hicimos un cartel propio que decía #Niunamenos Basta de travesticidios, como apropiándonos de esa categoría política de femicidio pero también pensando en que la sociedad empiece a tener en cuenta las discriminaciones por nuestra condición de travestis. Todo esto generó además un interesante debate en nuestra propia comunidad: unas decían que teníamos que ir bajo el paraguas del femicidio, otras decíamos que de ese modo quedábamos, una vez más, invisibilizadas...
Lohana Berkins, 2015

En Argentina también se usa el término «travesticidio social», entendiéndose como una violencia estructural de estigmatización, patologización, exclusión y violencia incluso por parte del Estado que sufren las identidades travestis y trans a lo largo de su vida, cuyo último eslabón y más grave es el travesticidio.
El término transfeminicidio es la expresión utilizada en Brasil para clasificar el genocidio de personas transgénero.

## Historia

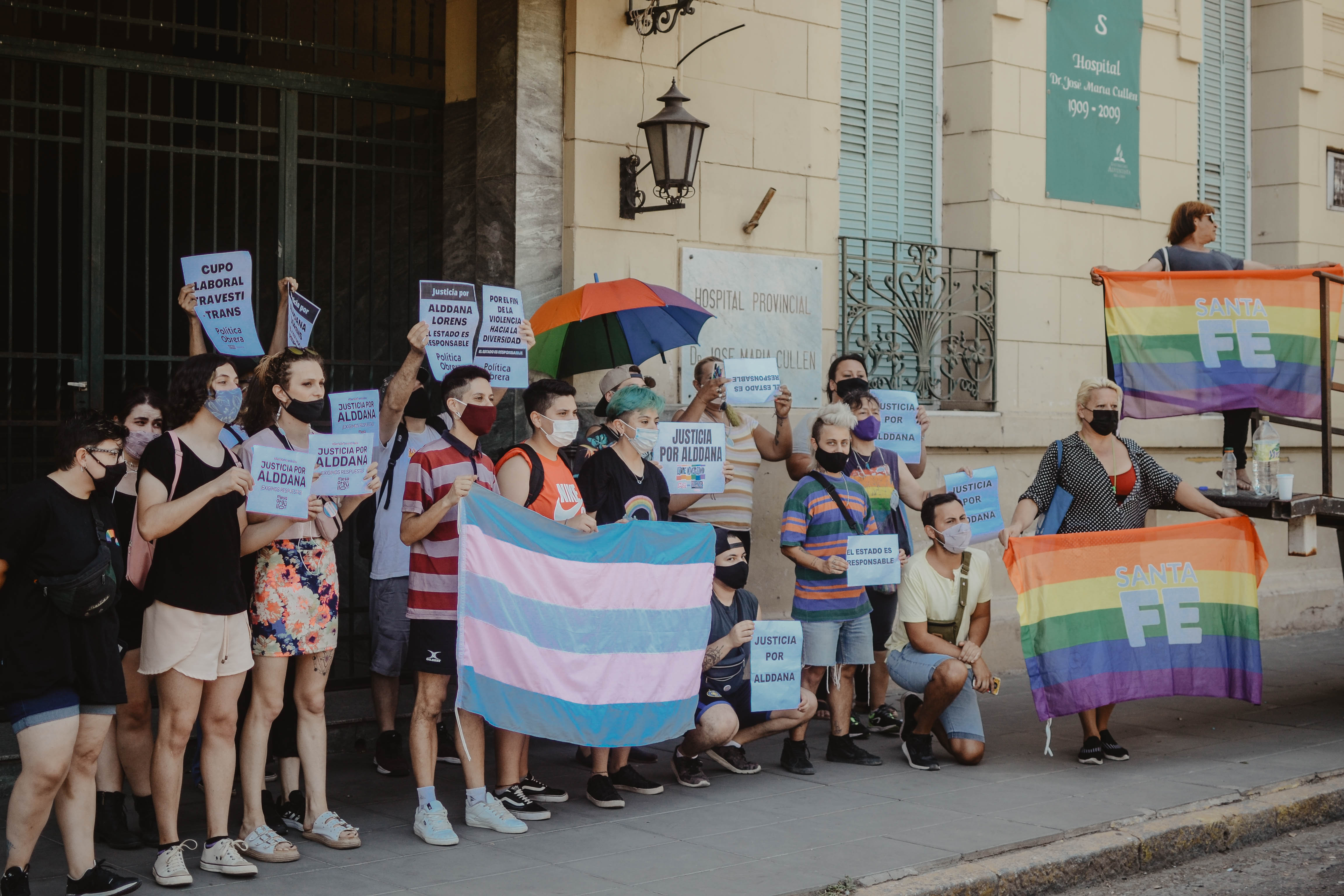
Movilización por el travesticidio de Aldana Lorenz en 2022 en Santa Fe

### Antecedentes
El travesticidio de Diana Sacayán en octubre de 2015 fue el primer juicio en el que se consideró la agravante de odio hacia la expresión de género y la identidad de género. Este fue un antecedente directo de la sentencia del caso de Melody Barrera, con la diferencia que en el juicio de Sacayán no se pudo acreditar que el crimen fue motivado por transfobia debido a la relación sentimental que existía entre el agresor y la víctima.

### Primera sentencia por transfemicidio
El 7 de marzo de 2022, en Uruguay se dicta la primera sentencia a prisión a un hombre por transfemicidio. La jueza dictaminó que en el feminicidio de Fanny Aguilar, hubo "desprecio y menosprecio por la condición de mujer trans de la víctima".

### Primera sentencia por travesticidio
El 15 de septiembre de 2022 en Argentina, se dictó la primera sentencia en el país y en América Latina por el travesticidio de Melody Barrera, asesinada por cinco disparos el 29 de agosto de 2020 por Darío Chaves Rubio, oficial de policía Comisaría N° 34 del barrio Bancario de Godoy Cruz, Mendoza.

## Elementos comunes a los travesticidios/transfemicidios
En Argentina, por medio del intercambio de información entre organizaciones y relevamiento bibliográfico, se establecieron algunos elementos comunes:
- La mayoría de las víctimas suelen ser personas de bajos recursos cuyo mayor ingreso económico es el trabajo sexual.
- Los crímenes documentados se llevan a cabo en la vía pública.
- Las prácticas judiciales y policiales obstaculizan el proceso judicial.
- La gravedad de los crímenes suele ser minimizada, revictimizada, y su cobertura periodística estereotipada.

## Prevalencia
El informe 2022 presentado por el Observatorio de Personas Trans Asesinadas (TMM de sus siglas en inglés, Trans Murder Monitoring) arroja la cifra de 4369 crímenes de personas trans y de género no binario reportados entre el 1 de enero de 2008 y septiembre de 2022 en 100 países en todo el mundo.

### Año 2022
El año 2022 registró 327 asesinatos reportados de personas trans y de género no binario entre el 1 de octubre de 2021 y el 30 de septiembre de 2022. Con 222 casos, América Latina y el Caribe siguen siendo la región con la mayoría de los crímenes reportados.
Este año se informaron por primera vez casos de Estonia y Suiza. Las víctimas fueron dos mujeres trans negras y migrantes: Sabrina Houston de Jamaica y Cristina Blackstar de Brasil. Ambas fueron apuñaladas hasta la muerte en sus propios hogares.
Los datos de TMM 2022 muestran que :
- Se reportaron 327 personas trans y de género diverso asesinadas.
- Los casos de Estonia y Suiza fueron reportados por primera vez, y ambas víctimas eran mujeres trans negras y migrantes.
- El 95% de las personas asesinadas a nivel mundial eran mujeres trans o personas trans femeninas.
- La mitad de las personas trans asesinadas cuya ocupación se conoce eran trabajadoras sexuales.
- De los casos con datos sobre raza y etnia, las personas trans racializadas representan el 65% de los asesinatos reportados.
- El 36% de las personas trans reportadas asesinadas en Europa eran migrantes.
- El 68% de todos los asesinatos registrados ocurrieron en América Latina y el Caribe, con el 29% del total en Brasil.
- El 35% de los asesinatos tuvieron lugar en la calle y el 27% en sus propios hogares.
- La mayoría de las víctimas asesinadas tenían entre 31 y 40 años de edad.

### Por país

#### Brasil
El escritor y fotoperiodista Alan Jones describe el trato de Brasil hacia las personas transgénero como "indiscutiblemente genocida", señalando que al menos una persona transgénero fue reportada asesinada cada 27 horas en 2014. Desde 2009, Brasil ha tenido la mayor cantidad de víctimas de asesinatos de personas transgénero en el mundo, y la esperanza de vida promedio de una persona transgénero brasileña es menos de la mitad que la de una persona cisgénero. Activistas en Brasil también han descrito la persecución de personas transgénero, especialmente mujeres trans afro-brasileñas, como un genocidio.
De acuerdo con un estudio realizado por Transgender Europe en 34 países, Brasil encabeza la lista como el país con el mayor número de muertes violentas reportadas de personas trans. Durante el periodo comprendido entre octubre de 2021 y septiembre de 2022, se registraron 95 casos en Brasil, lo que representa el 29% del total de muertes a nivel mundial.
El Observatorio de Muertes y Violencia LGBTI+ en Brasil informó que en 2022 hubo 159 casos de muertes hacia "travestis o mujeres transexuales", representando un 58,24 % del total de muertes de LGBT del país.
Según datos parciales de 2023 del Observatorio de Muertes y Violencia LGBTI+, abarcando los meses de enero a abril, se han reportado un total de 80 fallecimientos. Hasta esa fecha, las personas travestis y mujeres trans representaron el 62,50% del total de defunciones LGBT en Brasil.

## Registro
El Observatorio de Personas Trans Asesinadas (TMM) presentó un informe que reveló la existencia de 2016 crímenes de personas trans y de género no binario reportados entre el 1 de enero de 2008 y el 31 de diciembre de 2015 en 65 países en todo el mundo. El 78% de estos asesinatos (1573) ocurrieron en los países de América Central y América del Sur, liderados por Brasil, México, Colombia, Venezuela y Honduras con las cifras más altas.Los datos utilizados en el informe fueron recopilados a través de noticias encontradas en internet y proporcionadas por organizaciones y activistas trans de diferentes partes del mundo. Se destaca que las cifras más altas de travesticidios se encontraron en países con movimientos trans y organizaciones de la sociedad civil fuertes que realizan algún tipo de monitoreo profesional.
Además, la Resolución 17/19 del Consejo de Derechos Humanos de las Naciones Unidas encargó a la Oficina del Alto Comisionado de las Naciones Unidas para los Derechos Humanos realizar un estudio para documentar la violencia cometida contra personas por su orientación sexual e identidad de género, utilizando el término "violencia transfóbica" para describir esta forma de violencia de género impulsada por el deseo de castigar a quienes desafían las normas de género.
La Corte Interamericana de Derechos Humanos (CIDH) subraya la importancia de que los Estados desarrollen medidas de recolección de datos para estudiar y evaluar la violencia por prejuicio contra las personas LGBTI y relaciona esto directamente con la impunidad. Cuando los Estados no llevan a cabo investigaciones exhaustivas e imparciales respecto a los casos de violencia contra las personas LGBTI, se genera impunidad, lo que envía un mensaje social de que la violencia es tolerada y puede conducir a más violencia, así como a la desconfianza en el sistema de justicia por parte de las víctimas.

## Aspectos judiciales
En Argentina, en 2020 a petición del Ministerio Público Fiscal y de las partes querellantes de la causa de travesticidio de Diana Sacayán, una de las sentencias incluyó el término "travesticidio" con el propósito de reconocer la violencia particular y poner de relieve que el ataque había sido dirigido a afectar la identidad de la víctima como travesti, en un contexto de discriminación estructural. Aunque el término pueda ser considerado una definición académica, política o un neologismo, su utilización en el fallo buscaba destacar la relevancia de la situación específica de las personas travestis y la necesidad de visibilizar y abordar la violencia que enfrentan debido a su identidad de género.
Entre otras cosas la resolución establece:

El imputado efectivizó un ataque compartido contra una mujer que -aunque reconocida y líder de una agrupación- se afiliaba en un segmento de la población de vida precaria y subyugada, donde el compromiso institucional de cuidado se ha vuelto laxo, desatendido y con una exposición a la muerte o a la desaparición prematura que puede asemejarse a una suerte de racismo sistemático o abandono calculado (…). Este caso permite hablar no sólo de odio por la identidad de género sino también de ‘travesticidio’ (…). Más allá que la transexualidad existe desde antaño, lo cierto es que (…) ha dejado de adolecer de invisibilidad; cabalgando con esta nueva realidad social -que exige un mayor esfuerzo estatal para tutelar e incorporar a un colectivo inderme- alienta una denominación que cobije la manifestación más radicalizada de la violencia sexista. Por ello, se debe rotular el suceso de autos como travesticidio.

### Normativas citadas en sentencias
En un estudio realizado por la  Unidad Fiscal Especializada en Violencia contra las Mujeres de Argentina, utilizando de muestras 12 sentencias entre los años 2016 y 2021, ocho de las doce sentencias mencionaron legislación internacional relacionada con los derechos humanos y el género. Al mismo nivel de frecuencia, se citaron normativas de alcance nacional, siendo la Ley de identidad de género (n° 26.743) la más mencionada, seguida por la Ley de protección integral contra la violencia hacia las mujeres (n° 26.485), la ley n° 26.791 que incorporó la agravante de violencia de género al Código Penal (art. 80, inciso 11), la ley n° 24.632 que aprueba la Convención Belém do Pará, y la ley n° 23.592 de penalización de actos discriminatorios. Todas las sentencias que incluyeron la calificación jurídica del inciso 11 (violencia de género) y/o el inciso 4 (odio/prejuicio a la identidad de género) analizaron legislación internacional en relación con el género y la violencia contra las personas LGBTI+. Dentro de las herramientas jurídicas internacionales, la Convención de Belém do Pará fue la más citada, siendo reconocida en algunas sentencias como un "instrumento vivo" que "necesariamente incluye la orientación sexual y la identidad de género", al referirse a la obligación del Estado de considerar especialmente factores de vulnerabilidad.